# 小杉俊哉
小杉 俊哉（こすぎ としや、1958年（昭和33）7月30日 - ）は、経営学者、コンサルタント、ふくおかフィナンシャルグループの社外取締役および福岡銀行の取締役。

## 来歴
日本電気やマッキンゼー・アンド・カンパニー、Appleに在籍。慶應義塾大学大学院政策・メディア研究科准教授、コーポレイト・ユニバーシティ・プラットフォーム代表取締役社長。新潟県出身。またふくおかフィナンシャルグループの社外取締役および福岡銀行の取締役を務める。

## 学歴
- 1982（昭和57）年 - 早稲田大学法学部卒業
- 1991 （平成3年）- マサチューセッツ工科大学スローン経営大学院修士課程修了

## 経歴
- 1982（昭和57）年
  - 4月:日本電気（株）入社
- 1991（平成3）年
  - 8月：マッキンゼー・アンド・カンパニー入社
- 1992 （平成4年）
  - 10月:ユニデン（株）人事総務部長
- 1994 （平成6年）
  - 8月:Apple Computer（株）人総務本部長兼米Apple社人事担当ディレクター
- 2010 （平成22年）
  - 5月:合同会社THS経営組織研究所代表社員（現任）
- 2016 （平成28年）
  - 4月:慶應義塾大学大学院理工学研究所特任教授（現任）
- 2017 （平成29年）
  - 6月:ふくおかフィナンシャルグループ社外取締役（現任）
  - 6月:福岡銀行非業務執行取締役（現任）

## 著書
- 『起業家のように企業で働く』（クロスメディア・パブリッシング）
- 『29歳はキャリアの転機』（ダイヤモンド社）
- 『人材マネジメント戦略』（日本実業出版社）
- 『キャリア・コンピタンシー』（日本能率協会マネジメントセンター）
- 『ラッキーをつかみ取る技術』（光文社新書）
- 『好きにやっても評価される人、我慢しても評価されない人』（PHP研究所）

## 参考資料
- “ふくおかフィナンシャルグループ第11期定時株主総会招集ご通知” (PDF).   ふくおかフィナンシャルグループ (2018年6月28日). 2019年4月29日閲覧。